# Hafen von Larnaka
Der Hafen von Larnaka (griechisch Λιμάνι Λάρνακας) ist ein Schutzhafen im Bezirk Larnaka und heute der zweitgrößte Hafen der Republik Zypern.

## Geographie
Die Hafenanlagen liegen teils unmittelbar östlich von Larnaka in der Larnaca Bay am Mittelmeer, teils südlich bei dem Ortsteil Skala. Fünf Kilometer südlich befinden sich der Flughafen Larnaka und der Larnaka Salzseekomplex. Zehn Kilometer nordöstlich besteht die britische Militäranlage Dhekelia Base.

Es gibt mehrere, den jeweiligen Zwecken speziell angepasste Hafenteile: 
| Hafenteil | Hafentyp    | Lage | Kailänge        | Tiefe   | Ausstattung und Verwendung                                                                                                |
| --------- | ----------- | ---- | --------------- | ------- | --- |
| Ölhafen   | Reede       | ⊙    | kein            | k. A.   | Pipeline |
| Nordpier  | Hafenbecken | ⊙    | 326 m, Kai      | 9,3 m   | 2 Portalkrane à 35 t, 2 hafeneigene Schleppboote, Helipad                                                                 |
| Südpier   | Hafenbecken | ⊙    | 340 m, Kai      | 11,4 m  | 2 Drehkrane à 40 t, 1 Portalkran 45 t, RoRo-Rampe mit 25 m Breite, Schiffswendeplatz für Schiffe bis 300 m Länge          |
| Marina    | Marina      | ⊙    | Kai und Stege   | 1,5–4 m | 450 Wasser- + 100 Trockenliegeplätze für die Freizeitschifffahrt, Slip, 40 t Travellift, Strom, Wasser, Sanitär, Clubhaus |
| Skala     | Hafenbecken | ⊙    | 100 + 230 m Kai | k. A.   | 110 Wasser- + 10 Trockenliegeplätze für die Fischerei, Slip, viel Gastronomie                                             |

## Geschichte
Antike

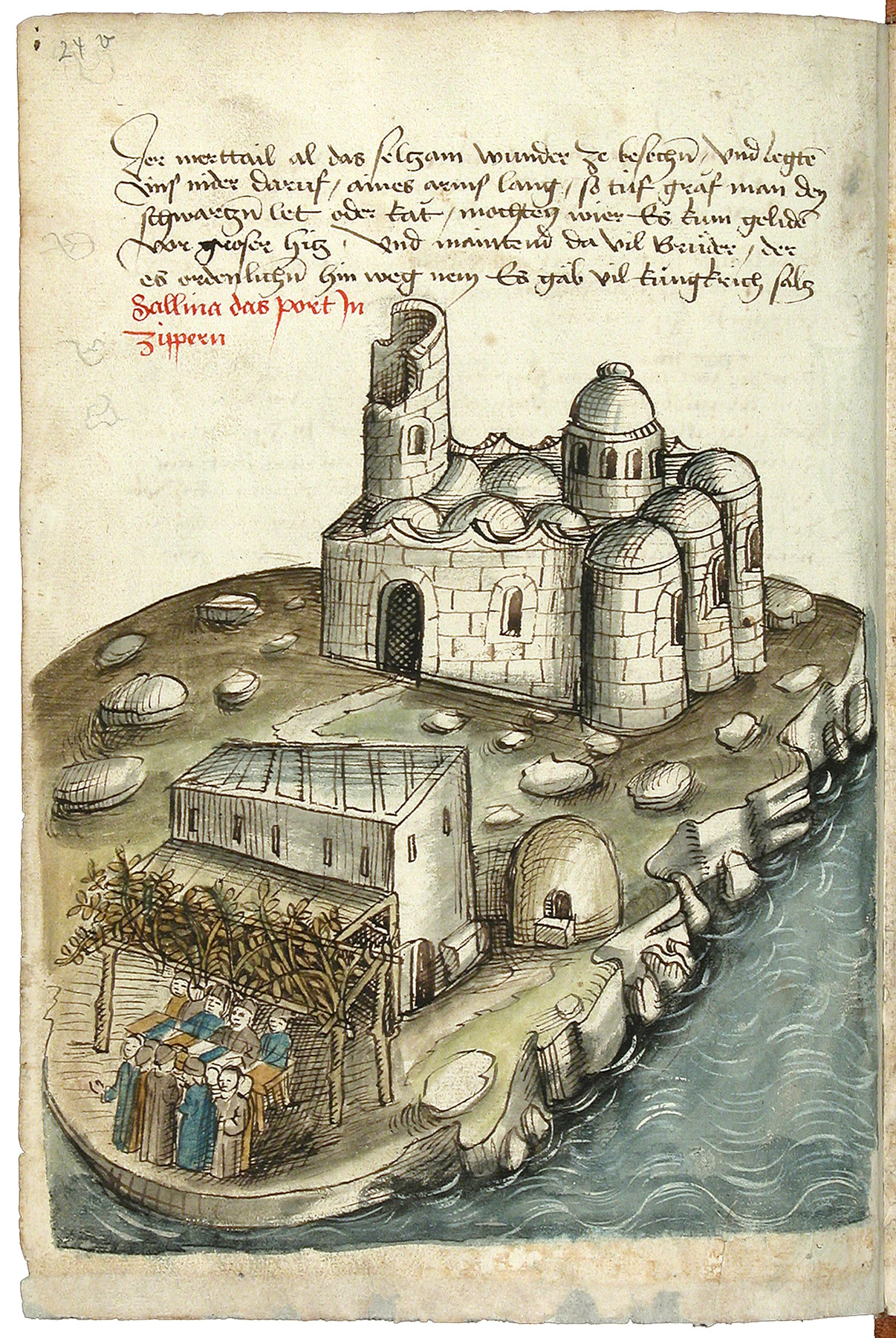
Pilger 1487

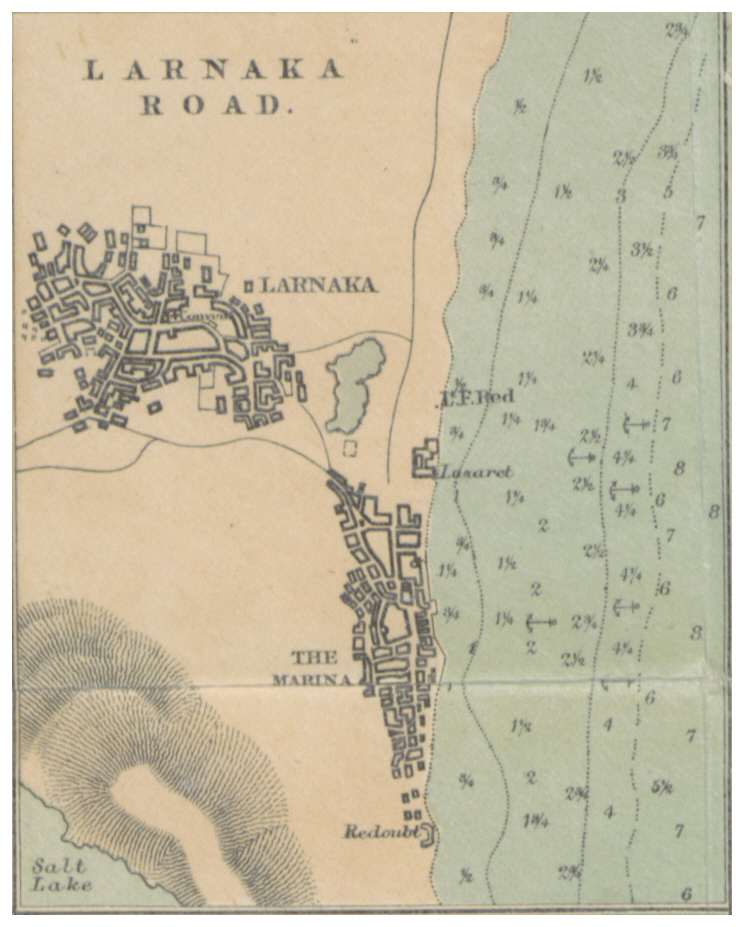
Karte 1878

Frühe Hafenanlagen in Larnaka sind, archäologischen Grabungen zufolge, bereits aus der Spätbronzezeit fassbar. Die reichen Kupfervorkommen Zyperns verhalfen dem Königreich Kition im 12. Jahrhundert v. Chr. zu hohem Ansehen und Wohlstand. Zyprische Ochsenhautbarren waren damals ein Exportschlager in den gesamten Mittelmeerraum hinein. Der damalige Hafen lag in dem heutigen Ortsteil Skala und die Stadt wurde massiv befestigt. In der vorrömischen Eisenzeit ging die wirtschaftliche Bedeutung des Kupfers deutlich zurück und der Standort wurde um 800 v. Chr. ein phönizischer Handelsort. Um 709 v. Chr. wurde er unter Šarru-kīn II. assyrisch. Es folgten ägyptische und persische Herrschaftsperioden sowie ab 321 v. Chr. die hellenistische Epoche. Nach der Zeit der Ptolemäer von 300–58 v. Chr. wurde Larnaka um die Zeitenwende (40 v. Chr.) römisch. Nach dem Zerfall des Römischen Reiches ging Larnaka etwa 360 an Byzanz. 
Mittelalter
In der Zeit der Völkerwanderung folgten arabische Überfälle und vom 12. bis zum 15. Jahrhundert machten Kreuzfahrer dort Station. Als der Ort 1570 an das Osmanische Reich fiel, ging der Handel zunächst darnieder und der Hafen verfiel. 1625 wurde er von den Türken wiederaufgebaut und für diese zum wichtigsten Hafen der Insel.
Neuzeit
Ab 1878 nahmen der britische Einfluss und die strategische Bedeutung zu. 
Während des Ersten Weltkrieges wurde das Gebiet 1914 annektiert und neue Hafenanlagen gebaut. Die Wirren des Zweiten Weltkrieges gingen an Larnaka nahezu spurlos vorbei und 1960 wurde Zypern größtenteils unabhängig von der britischen Krone.
20. Jahrhundert
Der Hafen von Larnaka war bis zu der militärischen Invasion der Türkei 1974, der Operation Atilla, abgesehen von der Fischerei, wieder nahezu bedeutungslos geworden. Nach dem Zypernkrieg wurde er durch den Wegfall des Hafens von Kyrenia zu einem der wichtigsten Häfen der Republik Zypern. Er gewann schnell an Bedeutung und wurde in den späten 1970er Jahren zügig weiter ausgebaut. Die beiden in dieser Zeit gebauten, dem Hafen vorgelagerten Wellenbrecher von 400 und 200 m Länge sorgen dafür, dass in den Hafenbecken normalerweise nur mit geringem Wellengang gerechnet werden muss.
Seit dem Beitritt der Republik Zypern 2004 gehört der Hafen zu der Europäischen Union und nimmt, gemessen an den Umschlagsmengen, den Platz zwei nach dem Hafen von Limassol ein.

## Beschreibung und Infrastruktur

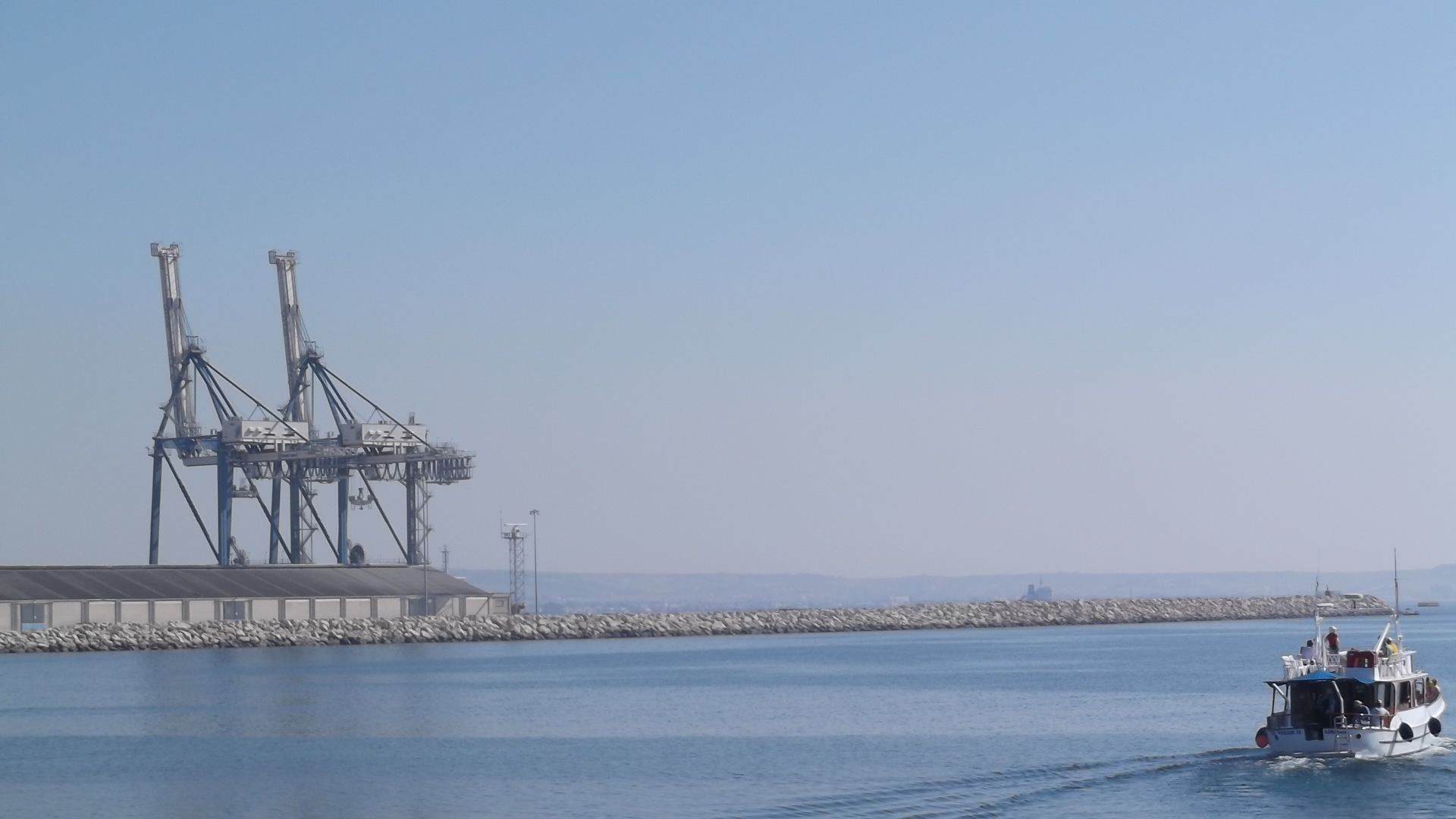
Südpier, Blick von Süden (2009)

Die Hafenanlagen umfassen etwa 44,5 Hektar Gesamtfläche, die rundum abgezäunt und bewacht sind. An der Hafeneinfahrt sichern zwei kleine Leuchttürme die Zufahrt bei Nacht.
Ganz im Norden liegen Öltanker auf Reede und löschen Ladung über eine Pipeline. Die gewerbliche Großschifffahrt kann dort auch Treibstoffe bunkern.
Im Schutzhafen gibt es an der nördlichen Pier zwei Portalkrane à 35 t, zwei hafeneigene Schleppboote (650 und 750 PS), einen eigenen Hubschrauberlandeplatz, etwa 6.300 m² Lagerhallen und über 40.000 m² Freilagerflächen. Ein eigens abgesonderter Bereich ist dort für feuergefährliche Güter vorbehalten.
An der Südpier ermöglichen zwei Drehkrane à 40 t und ein Portalkran mit 45 t Tragfähigkeit den Umschlag von Massengütern. Für RoRo-Schiffe gibt es eine 25 m breite Auffahrrampe. Die Lagerkapazitäten umfassen etwa 12.000 m² Hallenlager, 30.000 m² befestigte Freilagerflächen, 56.000 m² Containerstellplätze, 64.000 m² unbefestigte Lagerflächen für Schüttgüter sowie einen großen Hundezwinger.
In der westlichen Hafenmitte befindet sich der 120 × 10 m ausladende Landesteg für die Personenschifffahrt. Ausflugsschiffe und Kreuzfahrtschiffe machen dort fest. Allerdings sind nach 2006 die Passagierzahlen in Larnaka von ehemals 50.000 Personen zugunsten anderer Häfen, beispielsweise den Hafen Ayia Napa massiv zurückgegangen. Im Hafenbecken besteht ein Schiffswendeplatz für Schiffe bis zu 300 m Länge und max. 12 m Abladetiefe.
Der Handelshafen wird überwiegend von der Cyprus Ports Authority betrieben; alle anderen Hafenteile haben eigene Betreiber.
Kleinfahrzeuge und Yachten finden in der einen Kilometer weiter südlich gelegenen Lacarna Marina Aufnahme. Dort gibt es neben Ver- und Entsorgungseinrichtungen auch Freizeit- und gastronomische Angebote. Zwei Wellenbrecher mit 130 und 460 m Länge schützen diesen Hafenteil, der ausschließlich touristischen Zwecken dient. Für die gewerbliche Großschifffahrt ist dieser Hafenteil heute völlig bedeutungslos.
Ganz im Süden, etwas östlich der antiken Hafenanlagen im Ortsteil Skala, befindet sich der Fischereihafen. Zwei weitere Wellenbrecher mit 100 und 230 m Länge schützen auch das dortige, etwa zwei Hektar Seefläche umfassende Hafenbecken. Die Landungs- und Umschlagseinrichtungen ergänzt eine Slipanlage mit 12 m Breite, die auch der Freizeitschifffahrt zur Verfügung steht, sowie vielfältige gastronomische Angebote. Darüber hinaus bestehen dort Sanitär-, Ver- und Entsorgungseinrichtungen, einige wenige Trockenliegeplätze sowie Einkaufsmöglichkeiten.

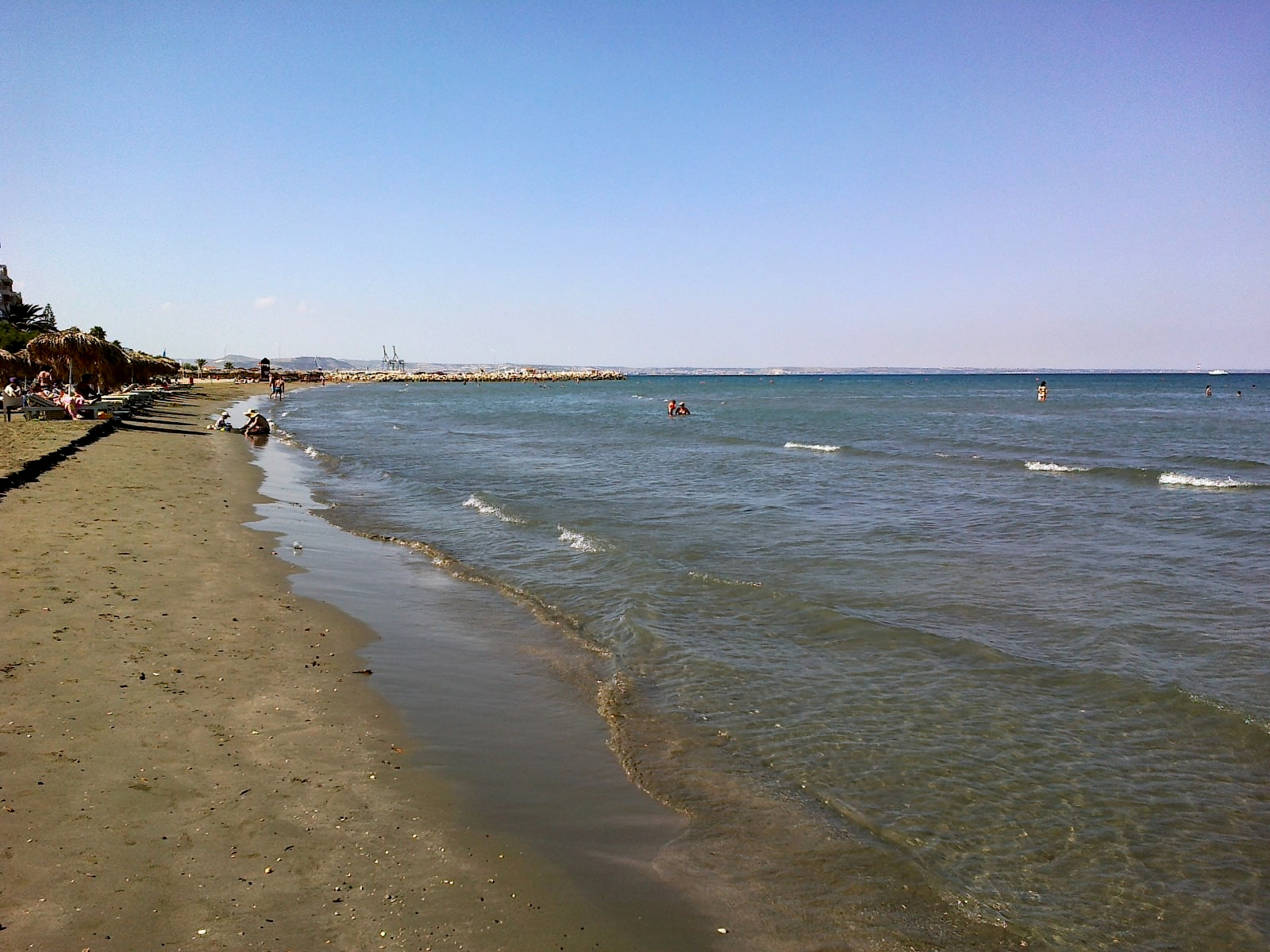
Fischereihafen Skala von Süden (2014)
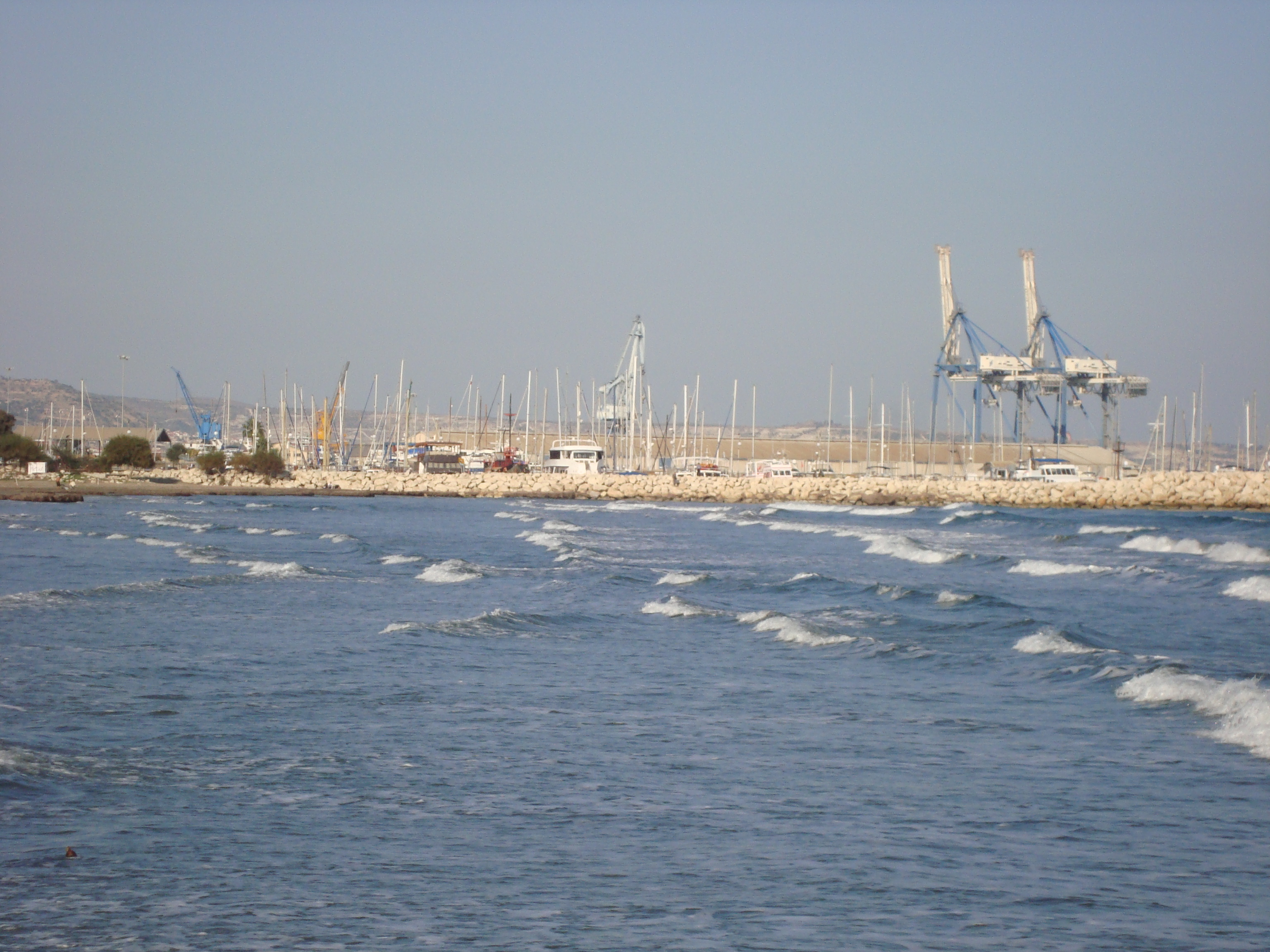
Handelshafen von Süden (2011)
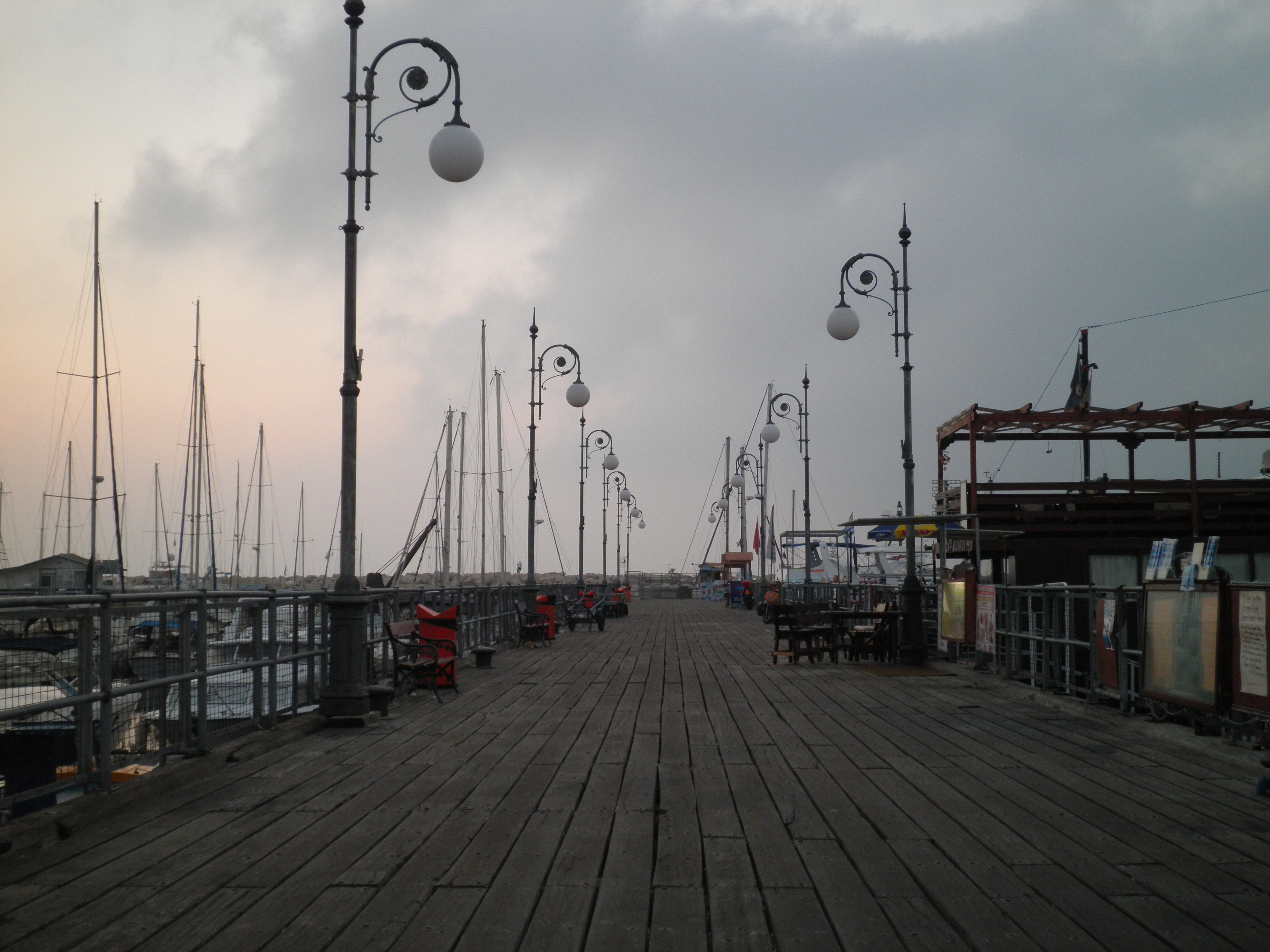
Landungsbrücke (2010)
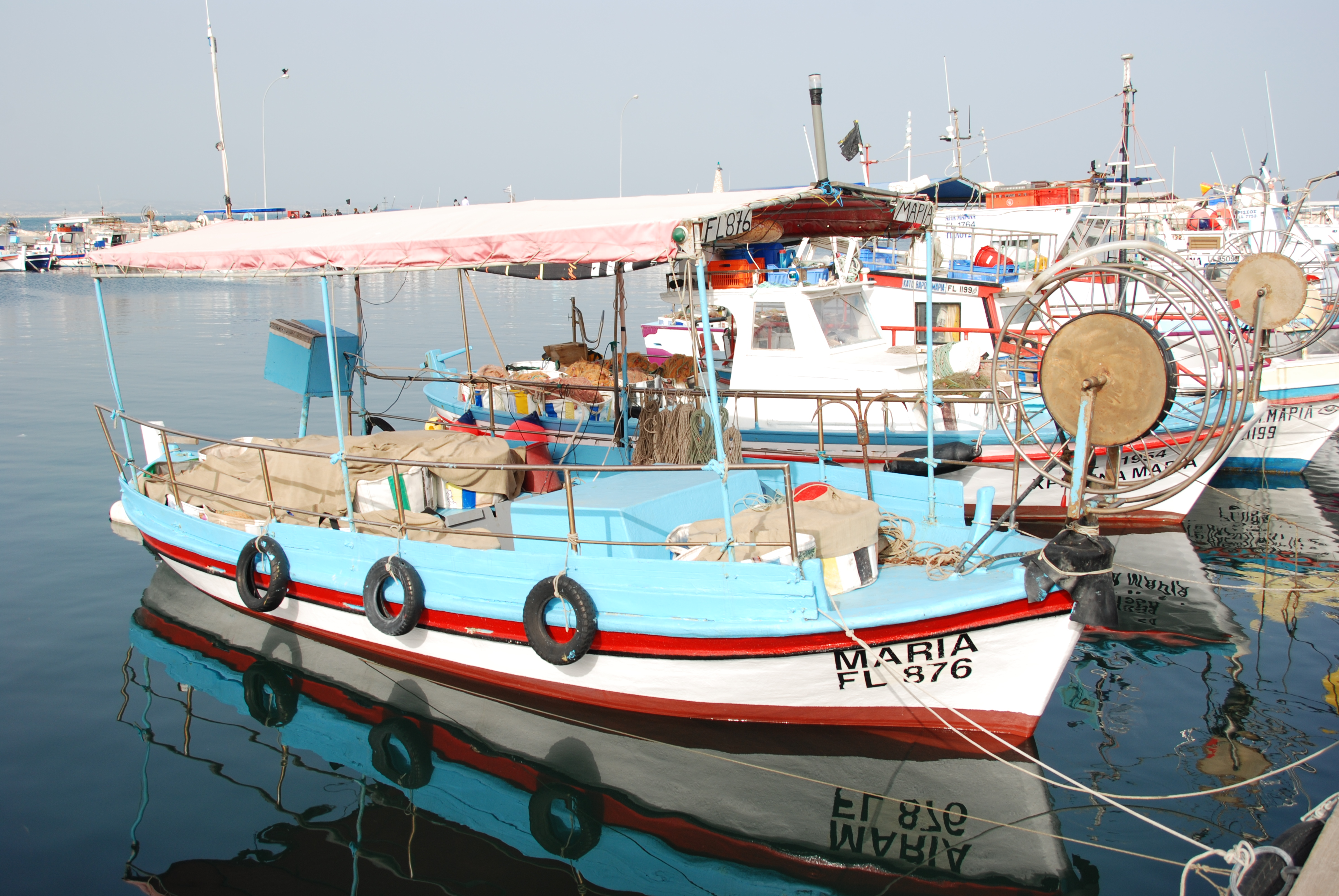
Fischereihafen (2010)
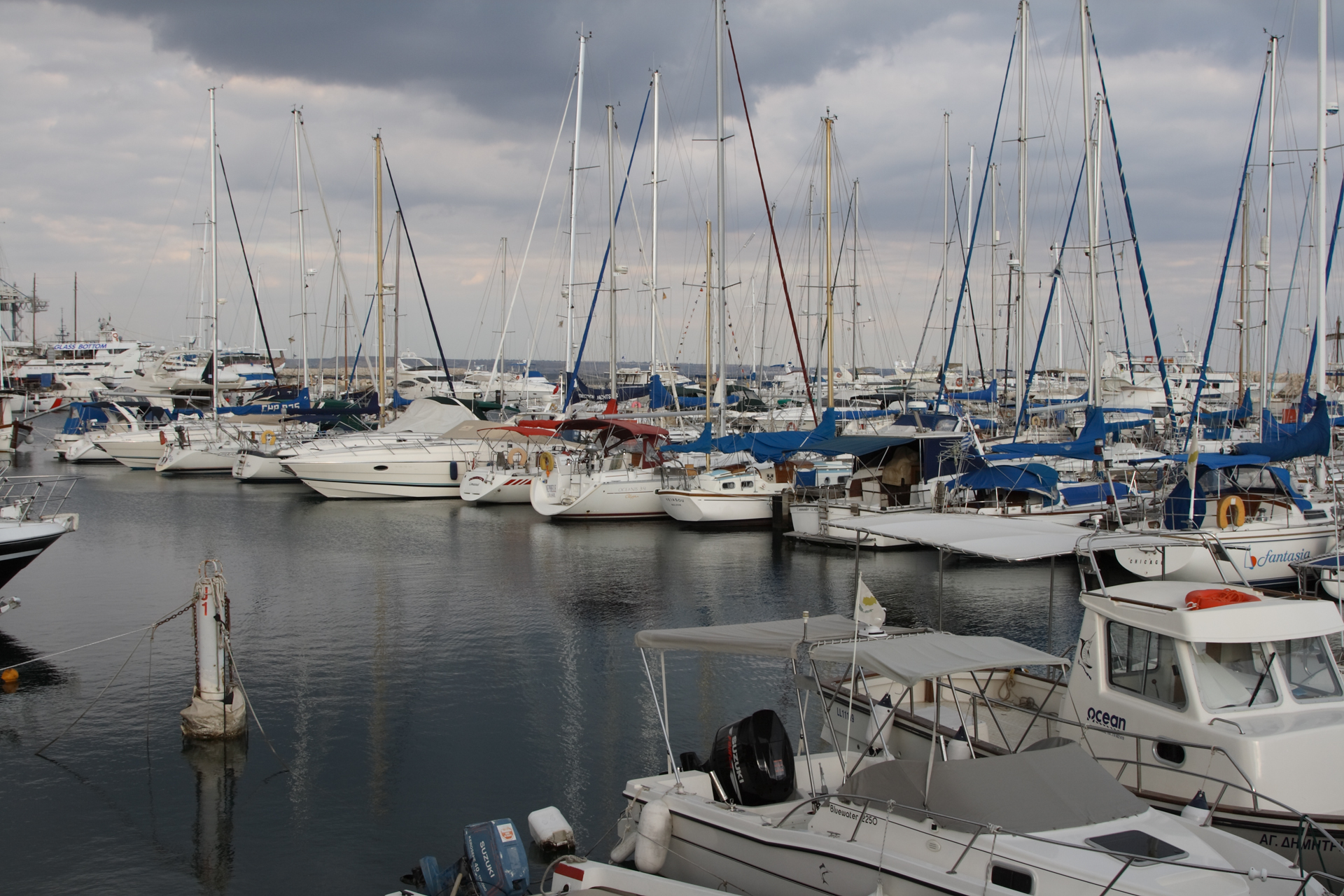
Marina (2010)
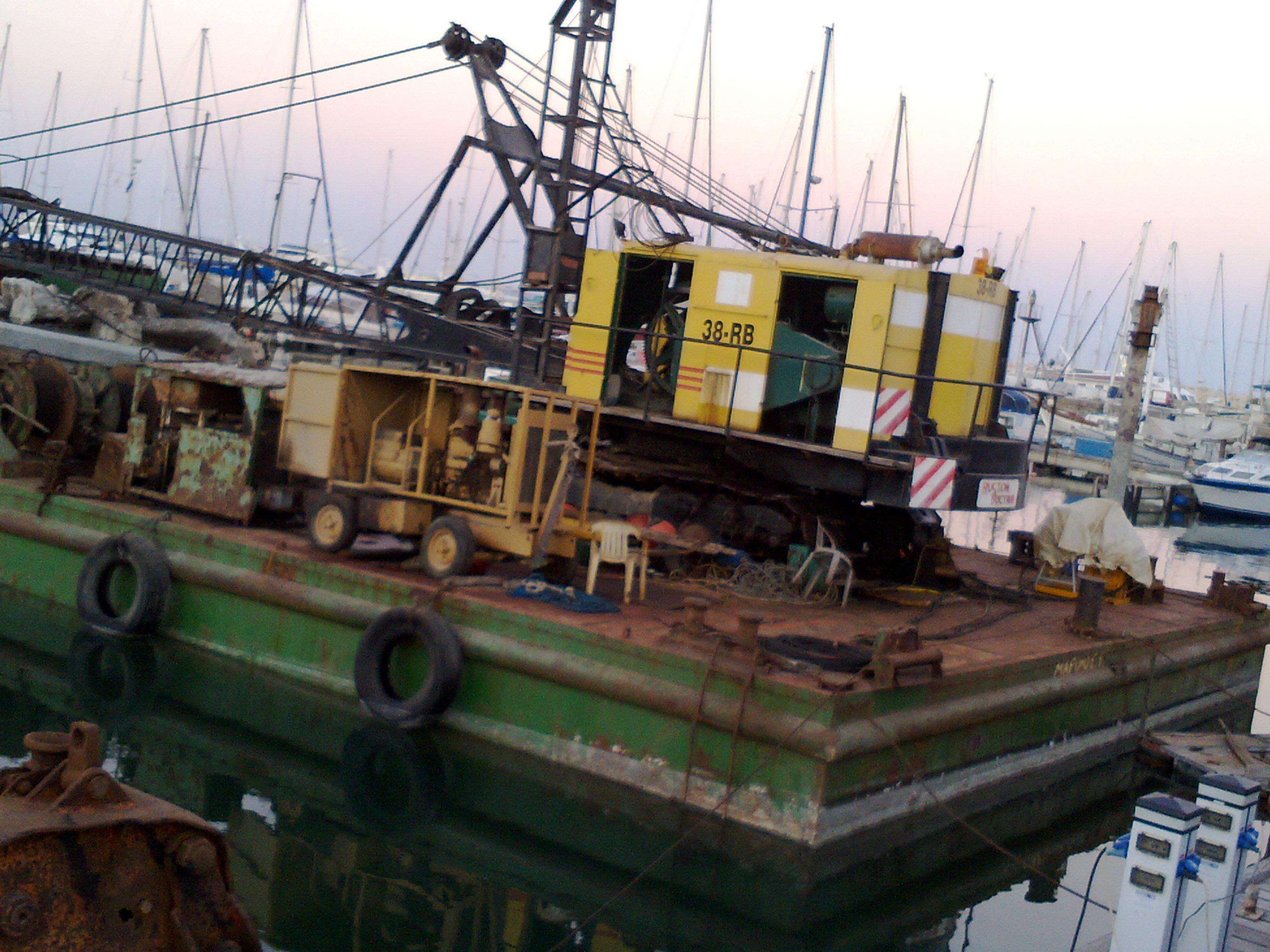
Arbeitsplattform (2012)
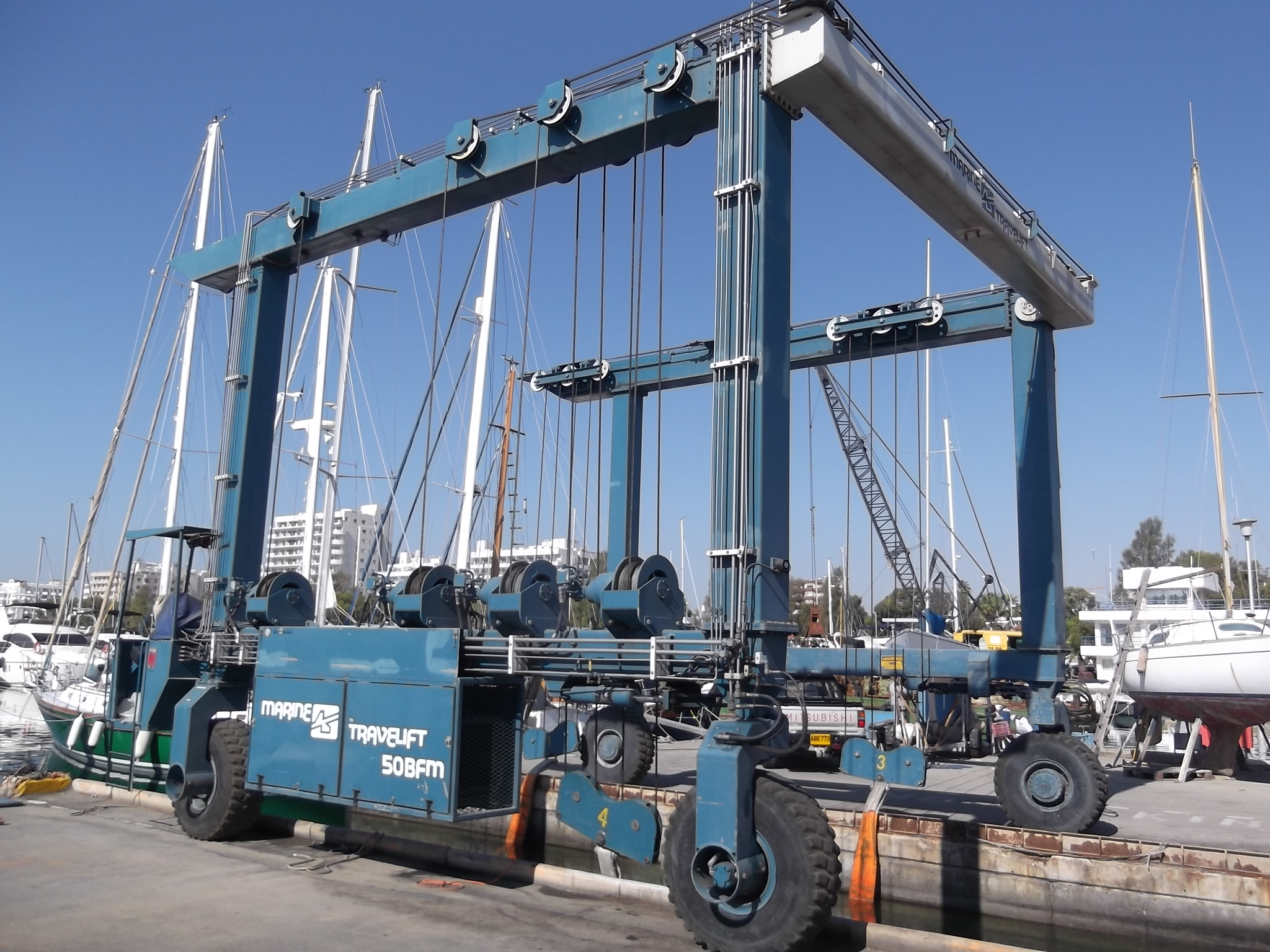
Travellift in der Marina Larnaca (2009)
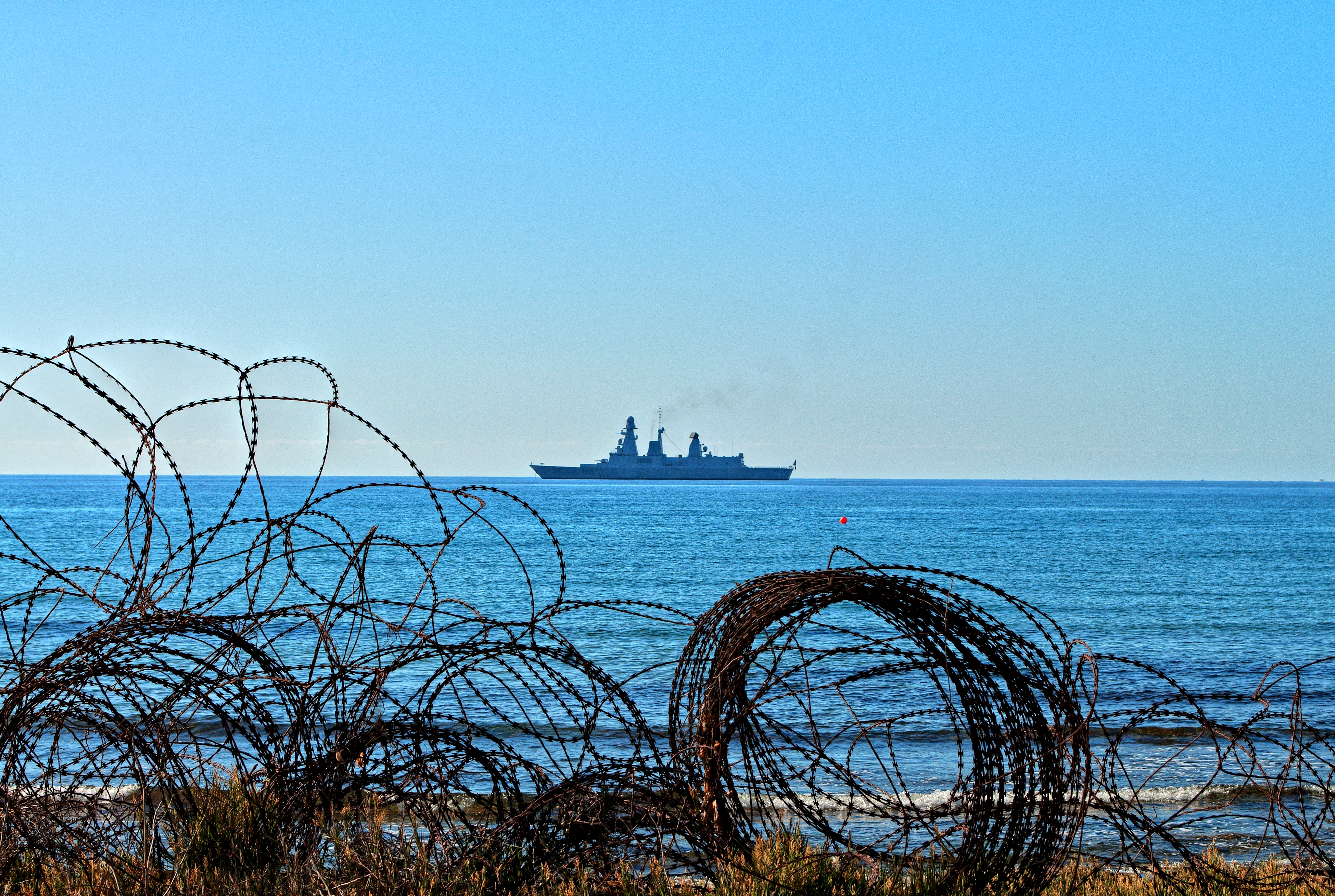
Reede (2013)